# دانشگاه ادونتیست زاکوسکی
دانشگاه ادونتیست زاکوسکی (به لاتین: Zaoksky Adventist University) یک دانشگاه در روسیه است.